# 大湖幫
大湖幫是台灣著名的黑社會團體，性質屬於本省掛角頭勢力，大湖幫發跡於台中市中華路與福音街一帶，善修宮也是被認為是其組織發展的地區，該幫實際的成員數不明，主要活動於台中市北區。
正確名稱應是稱為「大湖仔」角頭，早年媒體多寫作為「大湖派」，現今警方及媒體為了方便分類，遂於將同地緣關係的角頭們統稱為「幫」，因此現今多稱呼為「大湖幫」。然而大湖幫並非是有組織型態的幫派，而是由各個同地緣關係的角頭勢力所聚合的角頭團體，嚴格來說不應稱之為幫。
大湖幫正式發展始於1960年代，至1980年代「一清專案」前夕進入鼎盛時期，壟斷台中市中心區域的色情、賭博等行業，成為當時台中市勢力最大的角頭團體。1990年代之後，幫內重量級要角逐步淡出江湖，其延伸的新世代成員持續發展活動在中部地區。

## 略史

### 創立背景
大湖幫最早發跡於台中市北區福音街一帶，當時福音街是台中市最繁華的風化區，鄰近福音街的中華路與公園路交叉口，有個大水潭被當地稱為大湖仔，因此該區域便被泛稱為大湖仔地區，而在這一帶發跡的兄弟也自稱為「大湖仔」而得名。
1950年代中期開始，台中市中華路一直是台灣中部地區非常有名的熱鬧夜市，在那一帶龍蛇混雜，刀光劍影，喊殺喊打的場面經常出現，尤其是入夜後人山人海萬頭鑽動好不熱鬧，因而「利頭」相當可觀，更有一個永遠也掃不淨的福音街風化區。當時在中華路一帶活躍的幫派份子，時常為爭地盤常常殺得昏天黑地。

### 爭奪中華路
1958年間，「十三鷹」吳坤樺與「油漆派」李國發為首的兩幫角頭團體長年橫行在中華路及公園路一帶，並且時常對攤販及店家進行恐嚇、敲詐、暴力等犯罪，囂張強勢的行徑逐漸引起當地人不滿。
1959年5月15日，混跡福音街大湖仔一帶的「凸心」李武雄與戴清修，因遭受五至六名「十三鷹」份子毆辱而心生不滿，加上積怨已深決定報復，李武雄集結同是混跡大湖仔的「噖嘜」林金銘、「憨面」李照雄、廖國珍、王明俊、曾正雄、張榮郎、陳明雄、廖英如、許三郎、王華祥、戴清修，以及出身於「油漆派」的「馬沙」曹正雄、林國雄等十多人，形成最初的「大湖仔」團體，並且針對橫行在中華路已久的「十三鷹」展開報復行動。
同年5月17日晚間，「十三鷹」份子陳振於中華路「安由戲院」看完電影散場後，於戲院外遭到「油漆派」的曹正雄毆打，不甘示弱的十三鷹由老大「阿華」吳坤樺召集手下陳振、嚴勝春、英利雄、陳光夫等人，並且得知曹正雄在力行路中正橋頭便率眾前往問罪。18日凌晨時分，十三鷹一行人來到中正橋後，遭到「大湖仔」與「油漆派」兩幫人馬圍剿爆發衝突，衝突期間十三鷹的「阿華」吳坤樺遭到大湖仔的「噖嘜」林金銘持刀砍斷手腕，並身中六刀負傷逃至「仁愛醫院」求治。此件群體械鬥血案震驚社會，臺中第一分局警察獲報隨即展開追捕三方人馬，多名相關涉案人員因此遭逮捕移送外島管訓。此衝突事件也使得「大湖仔」成名崛起。「憨面」李照雄也因此案件頂罪入獄關押七年。
1960年2月2日，大湖仔份子「凸心」李武雄為了向「十三鷹」份子吳利雄尋仇，於當時篤行路與五權路口的「安樂戲院」結合「金毛幫」份子陳金彬、吳滿雄等人，步行至鄰近的台中市花街廿五番（現為原子街一帶），遇見十三鷹份子林萬福等數人，因十三鷹份子人數眾多而尾隨林萬福等待下手機會。林萬福與友人在花街「日月公共食堂」飲酒，下樓時遭受到埋伏的李武雄等人，持刀砍殺林萬福腹部及背部三刀，逃跑時失血過多倒地而亡。此件「大湖仔」與「十三鷹」的兇殺血案再次震驚社會，媒體以「臺中花街血案」大篇幅報導，迫使台中警方強力掃蕩兩幫派人馬，逮捕多位要角入獄關押。
「大湖仔」與同地緣關係的「十三鷹」為了爭奪中華路及鄰近地盤，不時大動干戈嚴重影響當地治安，除了與十三鷹鬥爭以外不時也與「旱溪派」、「九條龍」、「市場派」等其他幫派爆發衝突，導致幫中成員陸續遭到掃黑入獄。
1961年間，早年即被尊奉為大湖仔老大的「輝哥」廖龍輝集結當地大湖仔眾兄弟，並以「共禦外敵，互不侵犯」為宗旨，正式成立由廖龍輝領導的大湖仔角頭。並與敵對的「十三鷹」談判以台中市中正路為界劃分地盤，中華路南邊「日新戲院」一帶劃給十三鷹，北邊「福音街」一帶劃給大湖幫，雙方井水不犯河水，相安了一段頗長時期。

### 暴力擴張
1962年3月15日，臺中市警察局長「刑警教父」酈俊厚為抑制逐漸壯大的台中市各大幫派，主導掃黑專案行動一舉逮捕「大湖仔」老大「輝哥」廖龍輝、「十三鷹」老大英振聰、「九條龍」、「小九條龍」、「中臺幫」、「十八銅人」等角頭幫派領導人。並在同年4月1日，廖龍輝配合警方自首登記解散大湖幫，是當時繼台北市的「四海幫」遭勒令解散後的第二個大型幫派，受到媒體大幅報導引起各界關注。實際上大湖幫依舊持續活動發展。
1963年3月2日上午，「噖嘜」林金銘率領手下「阿龍」林吉田、「阿輝」林清輝等人，在白天潛入台中市華南銀行民族分行後院埋伏，等待銀行工友從臺灣銀行領出現金二十五萬返回銀行時，林金銘等人從銀行後院衝出公然進行搶奪，並因工友奮力抵抗將鉅款抱在懷裡而未被搶奪成功。此事件震驚社會，在當時的時代搶劫銀行前所未聞，警方為此大規模追查並逮捕林金銘等人，並查出多起台中市相關的搶案都與林金銘有關係，並重判十一年入監獄服刑。
大湖幫在1960年代至1970年代間，以暴力手段與各地幫派發生多次械鬥、兇殺、搶劫等犯罪事件，迅速擴張地盤及勢力，但同時也影響台中市治安甚鉅。並隨著在1970年代中華路夜市逐漸擴大發展後，大湖幫所管轄的地盤也跟著蓬勃發展。

### 稱霸市中心
1970年代至1980年代，大湖幫與十三鷹雙方終究為了爭取中區以南的地盤利益，雙方再度大動干戈，十三鷹老大「阿華」吳坤樺因計遭大湖幫生擒，並遭跺掉手腳廢棄污水溝。大湖幫乘勢圍剿十三鷹勝出，並掌握了台中市區角頭的利益分配主導權。大湖仔除了以收取各行業的保護費，並且壟斷賭博市場大肆聚睹收取抽頭為主要經濟來源，同時也充當政治人物的保鑣，並藉著聚斂的鉅額錢財和惡勢力，經常染指演藝界，爭奪工程招標等行業。
大湖幫發展至1984年一清專案前夕，在「噖嘜」林金銘的主導下，進入鼎盛時期，轄區大小幫派均俯首稱臣。他們不僅壟斷著賭場娼寮、餐飲娛樂業，連政府基建等重點工程也被其操縱。鄰近的角頭幫派「九條龍」、「市場派」、「車頭」以及後起之秀「十五神虎」、「十五兄弟」、「新十三鷹」等幫派，都遠不及大湖幫勢力在江湖上的地位。
1983年10月23日，大湖幫老大「輝哥」廖龍輝於台中市三民路三段一帶，遭到竹聯幫忠堂的「冷面殺手」劉煥榮槍殺身亡，震驚黑白兩道。幫中大老「馬沙猴」許雅臣曾多次率眾為其展開復仇，但始終沒遇到劉煥榮人馬。至今，廖龍輝被槍殺的實際原因眾說紛紜，莫衷一是，但真正的原因至今仍是一個謎。
1984年11月，台灣政府執行「一清專案」全國大掃黑，大湖幫要角「憨面」李照雄、「歪頭笙」侯貴笙等人皆被掃黑入獄。1986年間，侯貴生尚在監獄服刑時與各地角頭在監獄中結盟，組成現今台灣三大黑幫之一的「天道盟」。

### 近年發展
2000年間，「歪頭笙」侯貴笙與蘇獻全因經營台中市「紅寶石舞廳」利益分配問題不合造成派系對立，並引發鬥毆及槍擊等暴力事件。最終雙方人馬在同年9月份因談判破裂引發百人集體械鬥，造成三人死亡，其中死者為前台中市長張溫鷹丈夫的堂弟震驚社會，警方隨即展開緝捕行動，被視為幕後指使者的侯貴笙因此躲避至中國大陸等地。
2005年4月，早年曾經跟隨「噖嘜」林金銘的台中市電玩大亨「國柱仔」于國柱遭「惡龍」張錫銘綁架勒贖，因于國柱與黑白兩道及政商關係良好，加上張錫銘集團要求贖金四十億元而轟動全台灣，引起媒體一連串的追蹤報導，並由幫內大老「憨面」出面協調解救。
2009年10月，幫內要角「翹嘴宏」林亦宏疑似因土地買賣遭人報復，於家中遭近距離開十七槍斃命，「翹嘴宏」出身於「噖嘜」林金銘旗下，80年代同時也是十大槍擊要犯「黑牛」黃鴻寓的軍師，並與同是十大槍擊要犯「鬼見愁」林來福往來密切，因此驚動黑白兩道。
2010年3月11日，大湖幫創幫元老「憨面」李照雄因肝癌病逝於台中市北區太原八街老家。各界籌組治喪委員會，由長年居住在美國綽號「飛虎民」的呂崇民主導治喪事宜，並在台中市舉行告別式。

## 知名成員

#### 1960年代
- 「輝哥」廖龍輝 -大湖幫最早的老大，曾經權傾一時在江湖上被譽為台中市的「地下秘書長」[17]，並且躲避過多次暗殺而被媒體冠上「九命怪貓」的稱謂[18]。1983年10月間遭竹聯幫殺手劉煥榮埋伏槍殺而亡。早年也被稱呼為「阿基拉」，其原意來自日語「輝（あきら、akira）」。
- 「憨面」李照雄 -大湖幫叱吒南北縱貫的知名老大，在江湖擁有「黑道仲裁者」、「縱貫線教父」等雅名。2010年3月因肝癌病逝。
- 「噖嘜」林金銘 -1980年代主導大湖幫進入鼎盛時期的老大，於1990年因口腔癌病逝。其綽號原意來自日語「金銘（きんめい，kinmei）」。
- 「馬沙」曹正雄 -原出身「油漆派」，早年活躍的領頭老大之一，多次領導幫眾參與械鬥而知名。其綽號原意來自日語「正（まさ，masa）」。
- 「凸心」李武雄 -大湖幫的關鍵召集人，主導中正橋及花街血案而知名，並多次領導幫眾參與械鬥。其綽號原意來自日語「とし，toshi」。

#### 1980年代
- 「歪頭笙」侯貴笙 -出身「噖嘜」林金銘門下，一清專案時期在獄中與各地勢力結盟組成天道盟擔任顧問。2000年間因殺人案遠避中國發展，2014年返台投案被判刑11年有期徒刑。
- 「飛虎民」呂崇民 -年輕時曾拜入在「憨面」門下，與「憨面」是忘年之交[42]，在江湖上被尊稱為「少年董仔」[43]，也被媒體譽為全台最強大哥[44]。「憨面」過世時擔任治喪總召集人，為人低調少露面常住美國，被外界視為「憨面」接班人[45]。

#### 2000年代
- 「阿邦」陳任邦 -出身「憨面」門下，被警方視為軍火要犯，出獄後改經營職棒簽賭致富等[46]。
- 「國柱仔」國柱 -早年曾經跟隨「噖嘜」，2000年後於台灣與中國等地投資賭博致富上百億元，被媒體稱為「賭國大亨」[47]。

## 參看
- 臺灣黑幫
- 翁奇楠命案

## 外部連結
- 組織犯罪防制條例（页面存档备份，存于）（繁體中文）